# ميلدريد نوبل
ميلدريد نوبل (بالإنجليزية: Mildred Noble) هي كاتِبة أمريكية، ولدت في 13 يوليو 1921 في أونتاريو في كندا، وتوفيت في 19 يناير 2008 في ماشبي في الولايات المتحدة.